# 全尚
全 尚（ぜん しょう、生年不詳 - 258年?）は、中国三国時代の政治家。呉に仕えた。揚州呉郡銭塘県の人。字は子真。族父は全琮。子は全紀・全皇后（孫亮の皇后）。妻は孫峻の姉。『三国志』呉志に娘の伝がある。

## 生涯
娘が孫魯班（全公主）の寵愛を受けて可愛がられていたという。孫魯班は皇太子の孫和母子と仲違いを起こしていたため、新たに孫権の寵愛を受けるようになっていた孫亮母子に取り入ろうとし、全尚の娘を孫亮の妃にするよう孫権に勧めた。
孫亮が即位すると娘が皇后となり、全尚も城門校尉に任命され、都亭侯に封じられた。滕胤の後任として太常・衛将軍に任命され、永平侯に位が進み、録尚書事となった。外戚の全氏一族からは5人の侯が出て、それぞれが兵馬の指揮権を持っていた。また、他の者も侍郎や騎都尉に任じられ、帝の側近や警護の役割を担っていた。これは、呉でも前例のないことであったという。
太平2年（257年）、魏の諸葛誕が反乱を起こすと、全氏のほとんどが援軍として派遣されたが、留守中に国内で所領争いが起こった結果、11月から12月にかけて全端・全懌・全禕・全儀といった全氏の主要な人物のほとんどが魏に降伏するか、全煕のように誅殺された。こうして、全氏一族は衰退したという。
翌太平3年（258年）、成長した孫亮は孫綝の専横を憎むようになり、孫綝の謀殺を計画するようになった。この時、全尚は孫魯班や将軍の劉丞らとともに、その暗殺計画に加わった。しかし、孫綝は事前に計画を知ったため、軍勢を率いて宮城を占拠し、劉丞を殺害して全尚の屋敷に夜襲をかけ、捕虜とした。6月26日のことであった。密告者は娘の全皇后だったとも、孫綝の従姉である全尚の妻だったともいう。この時、子の全紀が黄門侍郎として孫亮の命令を全尚に伝えたが、全尚がよく考えずに機密を妻に知らせたため、計画は失敗した。そのため、全紀は全皇后とともに孫亮から罵倒され、責任を感じて自害したという。
孫亮が廃位され会稽王から侯官侯になると、全皇后も共に侯官に配流となった。孫魯班が豫章に流される一方で、全尚の一族は零陵に流罪となったが、後に全尚らは殺害されたという。
小説『三国志演義』にも登場し、同様に孫亮の計画に参加して失敗する。